# Prionyx bifoveolatus
Prionyx bifoveolatus är en biart som först beskrevs av Taschenberg 1869.  Prionyx bifoveolatus ingår i släktet Prionyx och familjen grävsteklar. Inga underarter finns listade i Catalogue of Life.